# Josip Zvirotić
Josip Zvirotić (Slavonski Brod, 9. ožujka 1959. – Slavonski Brod, 21. prosinca 2020.) bio je brigadni general Hrvatske vojske, ratni zapovjednik jedne od najelitnijih hrvatskih brigada iz Domovinskog rata – 3. gardijske brigade "Kune" od 5. prosinca 1992. do 12. srpnja 1994. Nositelj je više odlikovanja. Poslijeratni zapovjednik Operativnog vatrogasnog zapovjedništva OSRH. 
Dana 29. listopada 2007. ispraćen je u mirovinu.

## Vanjske poveznice
- UHD91 3. gardijska brigada Kune